# Pisutnes
Pisutnes (en persa Pišišyaothna, en grec antic Πισσούθνης) va ser un sàtrapa persa de Lídia circa el 440 aC al 415 aC. Segurament formava part de la Dinastia Aquemènida.
Va governar la satrapia lleialment durant uns vint anys i de sobte, cap a l'any 420 aC es va revoltar contra el rei Darios II per causes que no es coneixen. Just llavors havia acabat a Grècia la part de la guerra del Peloponès coneguda com a guerra d'Arquidam (431 aC a 421 aC) i va poder contractar mercenaris grecs. El rei persa va enviar a Tisafernes com a nou sàtrapa i amb la missió de dividir els mercenaris i acabar amb la revolta. Tisafernes va aconseguir de subornar al cap dels mercenaris i Pisutnes va perdre suports, segurament l'any 415 aC. Llavors Tisafernes li va oferir negociacions, i quan Pisutnes es va presentar al lloc on s'havia de negociar, va ser detingut i una mica després executat per orde directe del rei Darios II de Pèrsia.
El seu fill Amorges de Cària, va continuar la rebel·lió a Cària, amb centre a Iasos.